# Flagge von Antigua und Barbuda

Aufbau

Die Flagge von Antigua und Barbuda wurde am 27. Februar 1967 angenommen.

## Beschreibung und Bedeutung

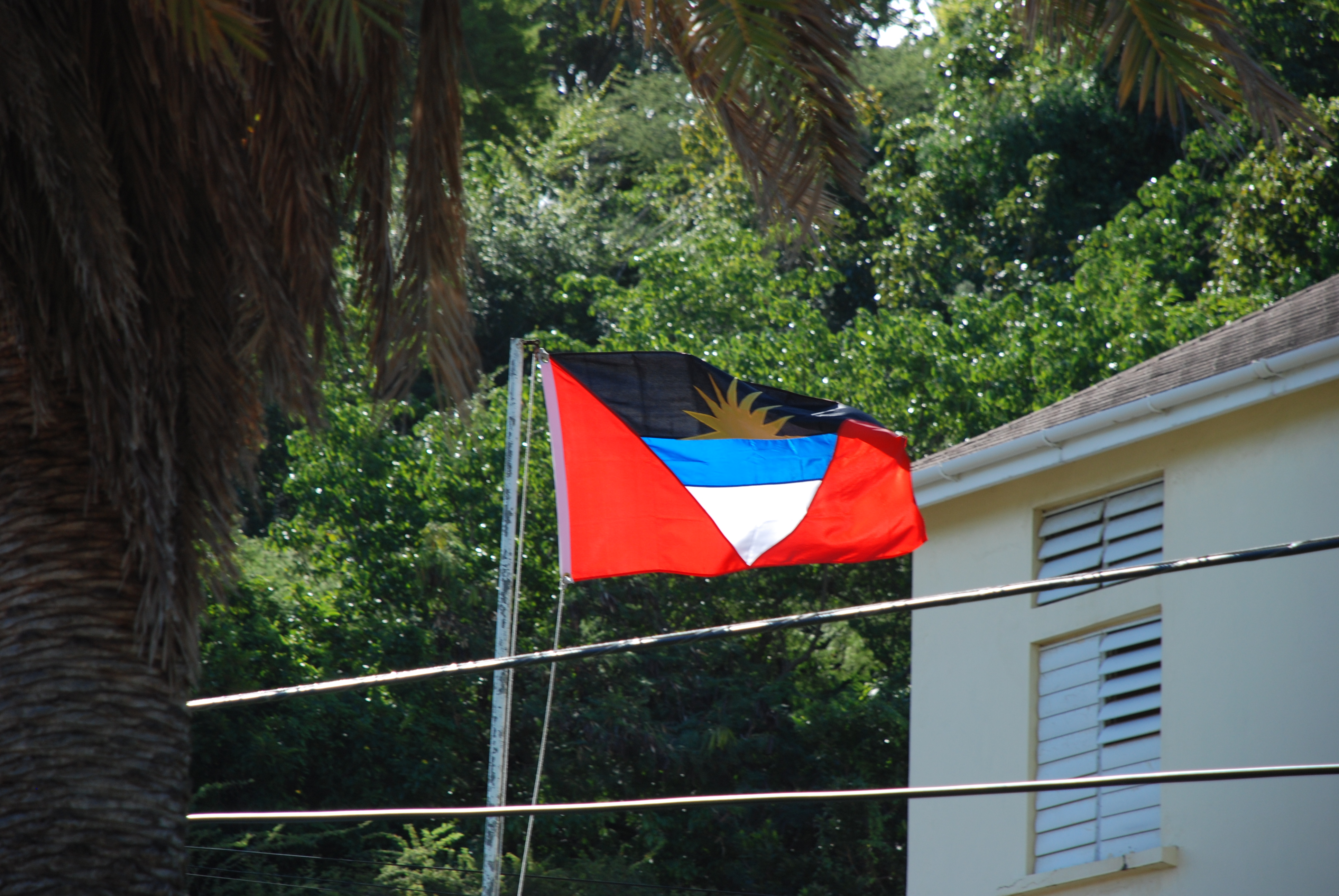
Flagge von Antigua und Barbuda

Die Sonne symbolisiert dabei den Anbruch einer neuen Ära. Die Farben haben unterschiedliche Bedeutungen: Schwarz steht für die afrikanischen Vorfahren der Einwohner von Antigua und Barbuda, Blau für Hoffnung und Rot für Kraft.
Die Farbfolge Gelb-Blau-Weiß ist zudem eine Stilisierung der Sonne, des Meeres und der Strände der beiden Inseln.

## Geschichte
Bis 1956 waren die Inseln Teil der Kolonie der British Leeward Islands. Die Flagge war eine typische britische Kolonialflagge: Ein blaues Tuch mit dem Union Jack im Kanton und dem Wappen der Kolonie auf der fliegenden Seite. Sie war seit 1871 im Gebrauch und wurde auf Antigua und Barbuda und am 1. Juli 1956 durch eine eigene Kolonialflagge nach gleichem Muster abgelöst, als die Inseln für kurze Zeit eine eigenständige Kolonie bildeten.
Zwischen dem 3. Januar 1958 und dem 31. Mai 1962 wurden Antigua und Barbuda Teil der Westindischen Föderation. Nachdem die Föderation zerbrach wurden die Inseln zunächst wieder britische Kolonie, bis sie am 27. Februar 1967 ein assoziierter Staat wurden. An diesem Tag erhielten sie ihre heutige Nationalflagge, die vorerst nur an Land verwendet wurde. Als Handelsflagge wird sie erst seit der völligen Unabhängigkeit des Staates am 1. November 1981 verwendet. Die Flagge wurde in einem Wettbewerb 1966 aus über 600 Einsendungen ermittelt. Entworfen wurde sie von dem Kunstlehrer Reginald Samuels, der dafür das Preisgeld von 500 Dollar erhielt.

Kolonialflagge, 1956 bis 1958 und 1961 bis 1967
Flagge der Westindischen Föderation

## Andere Flaggen von Antigua und Barbuda
Die Flagge der Küstenwache verwendet das Georgskreuz und die Nationalflagge im Kanton.
Das Königreich Redonda wurde 1865 von dem Iren Matthew Dowdy Shiell auf der unbewohnten Insel proklamiert. Eine Anerkennung blieb aber aus. Die unten aufgeführte Version der Flagge wurde 1980 eingeführt und bis 1997 als königliche Flagge und De-facto-Staatsflagge verwendet.

2:3  Flagge der Küstenwache
Königreich Redonda